# Albert Lopo
Alberto Lopo García (Barcelona, 5 mei 1980) is een Spaans betaald voetballer die bij voorkeur als centrale verdediger speelt. Hij verruilde in januari 2014 Getafe CF voor Deportivo de La Coruña, 2,5 jaar nadat hij de omgekeerde weg bewandelde. In december 2001 debuteerde hij in het Catalaans elftal, tegen Chili.

## Clubvoetbal
Lopo begon op tienjarige leeftijd met voetballen in de jeugd van RCD Espanyol. In het seizoen 1998/1999 werd hij een vaste waarde voor het tweede elftal en debuteerde hij in de hoofdmacht. Lopo speelde in april 1999 tegen Real Zaragoza zijn eerste wedstrijd in de Primera División. Vanaf het seizoen 2001/2002 was Lopo basisspeler bij Espanyol. Nadat hij in 2006 de Copa del Rey won met Los Pericos, verliet hij na zestien jaar de club en tekende hij bij Deportivo de La Coruña. Bij Deportivo speelde Lopo vijf seizoenen alvorens te verkassen naar Getafe CF.

### Statistieken
| seizoen | club                   | land   | competitie         | wed. | goals |
| ------- | ---------------------- | ------ | ------------------ | ---- | ----- |
| 1998/99 | RCD Espanyol B         | Spanje | Segunda División B | 31   | 0     |
| 1998/99 | RCD Espanyol           | Spanje | Primera División   | 2    | 0     |
| 1999/00 | RCD Espanyol           | Spanje | Primera División   | 7    | 0     |
| 2000/01 | RCD Espanyol           | Spanje | Primera División   | 13   | 0     |
| 2001/02 | RCD Espanyol           | Spanje | Primera División   | 33   | 1     |
| 2002/03 | RCD Espanyol           | Spanje | Primera División   | 23   | 1     |
| 2003/04 | RCD Espanyol           | Spanje | Primera División   | 31   | 4     |
| 2004/05 | RCD Espanyol           | Spanje | Primera División   | 36   | 3     |
| 2005/06 | RCD Espanyol           | Spanje | Primera División   | 33   | 0     |
| 2006/07 | Deportivo de La Coruña | Spanje | Primera División   | 31   | 1     |
| 2007/08 | Deportivo de La Coruña | Spanje | Primera División   | 21   | 1     |
| 2008/09 | Deportivo de La Coruña | Spanje | Primera División   | 32   | 2     |
| 2009/10 | Deportivo de La Coruña | Spanje | Primera División   | 34   | 1     |
| 2010/11 | Deportivo de La Coruña | Spanje | Primera División   | 33   | 2     |
| 2011/12 | Getafe CF              | Spanje | Primera División   | 16   | 0     |
| 2012/13 | Getafe CF              | Spanje | Primera División   | 21   | 1     |
| 2013/14 | Getafe CF              | Spanje | Primera División   | 3    | 0     |
| 2013/14 | Deportivo de La Coruña | Spanje | Primera División   | 16   | 2     |
| 2014/15 | Deportivo de La Coruña | Spanje | Primera División   | 30   | 2     |
| 2015/16 | Deportivo de La Coruña | Spanje | Primera División   | 3    | 0     |

## Erelijst
| Copa del Rey | 2x | 1999/00, 2005/06 |

1 Parreño ·
4 Martinez ·
5 Barcia ·
6 Petxarroman ·
7 Pérez  ·
8 Villares ·
9 Barbero · 
10 Hernández ·
11 Álvarez ·
12 Mfulu ·
13 Puerto ·
14 Herrera ·
15 Vázquez ·
16 Gauto ·
17 Mella ·
18 Escudero ·
19 Sánchez ·
20 Ángel ·
21 Soriano ·
22 Rama ·
23 Navarro ·
24 Bouldini ·
25 Leite ·
28 Patino ·
33 Obrador ·
Coach: Idiakez